# Pseudachorutes dubius
Pseudachorutes dubius är en urinsektsart som beskrevs av Krausbauer 1898. Pseudachorutes dubius ingår i släktet Pseudachorutes, och familjen Neanuridae. Arten är reproducerande i Sverige.